# Leto petih cesarjev
Leto petih cesarjev je bilo leto 193, v katerem se je na rimskem prestolu zvrstilo kar pet cesarjev: Pertinaks, Didij Julijan, Pescenij Niger, Klodij Albin in Septimij Sever.
- Kovanci
- Pertinaks
- Didij Julijan
- Septimij Sever
- Pescenij Niger
- Klodij Albin

Leto se je začelo s Komodovim umorom na Silvestrovo leta 192 in razglasitvijo rimskega prefekta Pertinaksa za cesarja na novoletni dan 1. januarja 193. Pertinaksa je že 28. marca istega leta umorila pretorijanska straža. Didij Julijan je še isti dan na dražbi za cesarski položaj  izigral Pertinaksovega tasta in novega mestnega prefekta Tita Flavija Sulpicijana in si kupil naslov cesarja. 
Flavij Sulpicijan je vsakemu vojaku pretorijanske straže vojaku ponudil 20.000 sestercev, kar je znašalo osem njihovih letnih plač. Didij Julijan jim je ponudil 25.000 sestercev in zmagal. Senat ga je še isti dan razglasil za novega cesarja. 
Za cesarski položaj so se potegovali še trije drugi vplivni Rimljani: Pescenij Niger  v Siriji, Klodij Albin v Britaniji in Septimij Sever v Panoniji. Septimij Sever se je odpravil na pohod na Rim, kjer je odstavil Didija Julijana in ga 1. julija 193 obglavil. Pretorijansko stražo je razpustil in usmrtil Pertinaksove morilce.
Po utrditvi oblasti se je leta 193 spopadel s Pescenijem Nigrom v  bitki pri Kiziku in bitki pri Nikeji in leta 194 pri bitki pri Isu, kjer ga je dokončno porazil. Niger je po porazu pobegnil, vendar so ga ujeli in obglavili. 
Klodij Albin je sprva podpiral Septimija Severja v prepričanju, da bo sam zasedel rimski prestol. Ko je ugotovil, da ima enake namene tudi Sever, se je leta 195 razglasil za cesarja. Po porazu v bitki pri Lugdunu (sedanji Lyon) je 19. februarja 197 naredil samomor.